# Мотор-компрессор
Мотор-компрессор (на схемах часто обозначается МК) — агрегат, совмещающий в себе приводной электрический двигатель и компрессор (поршневой, винтовой). Активно применяется на электротранспорте (электровозы, электропоезда, трамвай, вагоны метрополитена, троллейбус, автобус), где служит для выработки сжатого воздуха.
Также мотор-компрессоры используются и в быту, в частности они являются «сердцем» холодильников (см.: Холодильный компрессор) и кондиционеров, в которых перекачивают хладагент.

## Мотор-компрессоры на ЭПС
Мотор-компрессор является одной из основных вспомогательных машин на электрическом подвижном составе (ЭПС), так как создаваемый им сжатый воздух используется прежде всего в тормозной системе и для привода электропневматических контакторов, а на пассажирском моторвагонном подвижном составе пневматическим приводом оборудованы и двери для выхода из вагонов.
Характеризуют мотор-компрессоры по номинальной подаче воздуха, давлением нагнетания, потребляемой мощностью, напряжению и роду (постоянный или переменный) тока питания, КПД, мощности, а также типом двигателя. Электродвигатели мотор-компрессоров применяются, как правило, двух типов:
- постоянного тока с последовательным возбуждением — применяется на ЭПС постоянного тока либо двойного питания старых серий;
- асинхронный переменного тока — применяется на ЭПС переменного тока, двойного питания и на электропоездах постоянного тока начиная с серии ЭР22 и далее (ЭР2Р, ЭР2Т, ЭТ2, ЭТ2М, ЭД2Т, ЭД4М, ЭП2Д), включая современные ЭС2Г и ЭГ2Тв.

Значительное отличие у мотор-компрессоров применяемых на локомотивах и МВПС, что связано со спецификой их работы. Так на электровозе один-два компрессора должны снабжать воздухом систему со значительным объёмом (ввиду высокой длины поезда), поэтому данные мотор-компрессора характеризует высокая производительность и мощность. Например, на электровозе ЧС8 применены компрессоры K3-Lok2 производительностью 2,9 м³/мин и мощностью 25 кВт. В отличие от электровозов, на электропоездах имеются несколько компрессоров (на вагонах метрополитена — на каждом вагоне, либо 2 компрессора на 3 вагона; на пригородных поездах — 1 компрессор на 2 вагона), которые распределены по длине относительно короткого состава, поэтому здесь мотор-компрессора имеют меньшую мощность и производительность. Например, на электропоездах ЭР1 и ЭР2 применяются мотор-компрессоры ЭК-7 производительностью 0,63 м³/мин и мощностью 5 кВт. Помимо этого, если на локомотивах основное оборудование находится в кузове, то на пассажирском моторвагонном подвижном составе его уже приходится размещать под кузовом вагона, так как это необходимо для освобождения внутрикузовного пространства с целью увеличения площади пассажирского салона, хотя и накладывает серьёзные ограничения на размеры подвагонного электрооборудования. Особенно важно решить проблему с подвагонным размещением вспомогательных машин на пригородных электропоездах постоянного тока на напряжение 3000 В, так как двигатели на такое напряжение имеют значительные габариты (в основном обусловлено высокой толщиной межвитковой изоляции и ограничениями по межламельному напряжению на коллекторе). Применение такого электродвигателя в качестве привода компрессора нерационально, ввиду его громоздкости, поэтому конструкторы в мотор-компрессорах стали применять электродвигатели на меньшее напряжение. Собственно, именно из-за необходимости питания мотор-компрессоров меньшим напряжением и были созданы делители напряжения, которые преобразуют поступающие 3000 В от контактной сети в 1500 В, которые уже питают двигатель компрессора. Впоследствии на электропоездах постоянного тока конструкторы отказались от применения мотор-компрессоров с двигателями постоянного тока и заменили их привод на трёхфазные двигатели переменного тока, питание которым поступает от преобразователя (на советских/российских электропоездах — вращающийся преобразователь типа 1ПВ6 (двухмашинный агрегат мотор+альтернатор): постоянный 3000 В → 3-фазный переменный 220 В или статический преобразователь типа ПСН ВЭ-80-03 (для ЭД4М-500 и ЭП2Д): постоянный 3000 В → 3-фазный переменный 380 В и далее через внутренний трансформатор ПСН 380 В → 220 В для питания двигателя мотор-компрессора).
На вагонах метрополитена и трамвая двигатели компрессоров подключаются к сети через демпферный резистор с целью ограничения пусковых токов и токов короткого замыкания в цепи двигателя мотор-компрессора.